# Зайвое
Зайвое (укр. Зайве) — село в Новоодесском районе Николаевской области Украины.
Основано в 1870 году. Население по переписи 2001 года составляло 158 человек. Почтовый индекс — 56651. Телефонный код — 5167. Занимает площадь 0,279 км².

## Местный совет
56650, Николаевская обл., Новоодесский р-н, с. Новопетровское, ул. Чапаева, 46